# Mairie d’Issy
Mairie d’Issy – stacja linii nr 12 metra  w Paryżu. Stacja znajduje się w gminie Issy-les-Moulineaux. Została otwarta 24 marca 1934.